# Togoutchine
Togoutchine (en russe : Тогучин) est une ville de l'oblast de Novossibirsk, en Russie, et le centre administratif du raïon de Togoutchine. Sa population s'élevait à 21 821 habitants en 2013.

## Géographie
Togoutchine est située en Sibérie méridionale, sur la rivière Inia, un affluent de l'Ob. Elle se trouve à 97 km à l'est-nord-est de Novossibirsk et à 2 894 km à l'est de Moscou.

## Histoire
Togoutchine fut tout d'abord un village fondé au XVIIe siècle. Elle accéda au statut de commune urbaine en 1935 et à celui de ville en 1945.

## Population
Recensements (*) ou estimations de la population :
| 1939*  | 1959*  | 1970*  | 1979*  | 1989*  |
| ------ | ------ | ------ | ------ | ------ |
| 12 464 | 19 619 | 20 550 | 22 632 | 23 189 |

| 2002*  | 2006   | 2010*  | 2012   | 2013   |
| ------ | ------ | ------ | ------ | ------ |
| 22 179 | 21 825 | 21 900 | 21 856 | 21 821 |

## Économie
La ville compte plusieurs usines de produits alimentaires (pain, lait, boissons, fruits et légumes), une usine de transformation de bois et une autre pour le traitement du chanvre.